# 압둘 아하드 모만드
압둘 아하드 모만드 (1959년 1월 1일 ~ ,عبدالاحد مومند)는 전 비행사이자 1988년 미르 우주 정거장에서 9일을 보낸 아프가니스탄 최초의 우주비행사이다. 그는 술탄 빈 살만 빈 압둘라지즈 알 사우드, 무함메드 파리스, 무사 마나로프 다음으로 우주에 도달한 4번째 무슬림이다. (무슬림 우주비행사 목록을 보라)

## 생애
모만드는 1959년 1월 1일 아프가니스탄 사르다에서 태어났다. 그는 파슈툰 인종 그룹 중 모흐만드 부족에 속한다. 모만드는 카불 공과대학교와 아프가니스탄의 공군 대학교를 졸업하였다. 그는 아프가니스탄 공군에서 복무하였으며 그 후 소련에서 파일럿과 전문적인 우주비행사로서 훈련을 받았다.
함장 블라디미르 랴코프와 발레리 폴랴코프와 함께, 모만드는 3명 정원의 소유즈 TM-6에 승무원이 되었다. 소유즈 TM-6은 1988년 8월 29일 GMT 04:23에 발사하였다. 그 임무에 있어 모만드의 포함은 소비에트 연방의 아프가니스탄 침공 기간 동안 의미있는 표상이었다.
미르 우주정거장에서 9일의 체류기간 동안, 모만드는 조국의 사진을 찍었으며, 천체물리학, 의학, 생물학 실험에 참여하였다. 그는 또한 아프가니스탄의 대통령 모하마드 나지불라와 통화를 하였으며, 동료 승무원을 위하여 아프간 차를 끓였다.
랴코프와 모만드는 소유즈 TM-5를 타고 지구로 돌아왔다. 9월 6일 계획된 소유즈 TM-5의 착륙은 미르 우즈정거장의 기계적인 문제로 연기된 상태였다. 라디오 모스크바는 랴코프와 모만드가 건강하며 우주비행센터와 접촉중이라며 청취자들을 안심시켰다. 한 녹음은 그들이 웃는 소리를 들려주었다. 하루 뒤 역추진점화가 성공을 거두었으며 00:50 GMT 소유즈 TM-5가 제즈카즈간 (Jezkazgan) 근처에 착륙했다. 착륙 순간 동안 어떤 라디오 생방송도 없었으며, 우주 비행센터의 텔레비전 그림 만이 방송되었다.
모만드는 1988년 9월 7일에 소비에트 연방 영웅의 칭호를 받았다.
모만드는 현재 독일 시민이다. 인쇄 업체에서 일하며 슈투트가르트에 거주중이다.

## 참고
1. ↑  Abdul Ahad Momand - The First Afghan in Space (1988년 8월 29일에서 9월 6일까지) 보관됨 2013-11-06 - 웨이백 머신
2. ↑  First Afghan In Space - Abdul Ahad Momand
3. ↑  (러시아어) Biography at the website on Heroes of the Soviet Union and Russia

## 같이 보기
- 무슬림 우주비행사 목록